# 용궁부연록
용궁 부연록은 김시습의 소설 《금오신화》에 나오는 전기체 소설 즉, 기이하고 현실에서 있을 수 없는 소재들로써 지은 고전소설이다. 한생이라는 문장가가 용궁 상량식에 초대받아 상량문을 지어 용왕께 올렸다는 이야기이다.